# Une heure sur terre
Une heure sur terre est une émission québécoise entièrement consacrée à l'information internationale. Animée par Jean-François Lépine, elle est la première émission traitant exclusivement d'actualité internationale à être diffusé à la télévision de Radio-Canada.

## Contenu
À chaque semaine, Jean-François Lépine traite d'un sujet d'actualité sur une différente région du globe. L'émission repose aussi sur la contribution de nombreux journalistes-reporter affectés aux quatre coins de la planète.

## Équipe
D'après le site de Radio-Canada : 
- Animateur : Jean-François Lépine.
- Journalistes : Gilles Gougeon, Chantal Lavigne et Lise Villeneuve.
- Correspondants à l'étranger : Jean-François Bélanger (Moscou), Luc Chartrand (Moyen-Orient), Sophie Langlois (Afrique), Jean-Michel Leprince (Amérique latine), Catherine Mercier (Pékin), Joyce Napier (Washington) et Alexandra Szacka (Paris)
- Journalistes à la recherche : Dominique Fournier et Julie Perreault.
- Réalisateurs des reportages : Alain Abel, Marie-Ève Bédard, André Gariépy et Yanic Lapointe.
- Cadreurs : Sylvain Castonguay  et Patrick André Perron.
- Monteurs : Patrick Fry, Sylvie Mallard, Karl Paré et André Roch.
- Designer infographique : Danielle Lauer.
- Assistante à la réalisation : Danielle Bouchard.
- Assistante à la coordination : Lydie Lacroix.
- Réalisateur aux adaptations : Robert G. Hynes.
- Réalisateur de l'émission : Yanic Lapointe.
- Réalisateur-coordonnateur : Paul Morin.
- Coordonnatrice de la production : Diane Lecours.
- Rédacteur en chef : Guy Parent.
- Premier directeur, Information télévision : Jean Pelletier.

## Diffusion
Tous les vendredis à 21h00, sur la chaine télé de Radio-Canada. L'émission est aussi en rediffusion les dimanches à 23h00 à Radio-Canada et les dimanches à 4h00 et à 20h00 à RDI. De plus, il est possible de visualiser les émissions après leur diffusion sur le site tou.tv.

## Blogue
Sur le site de Radio-Canada, l'animateur et les journalistes de l'émission participent aussi à un blog relié à l'émission.